# تنت‌آمون (دودمان بیست و یکم مصر)
| U33 | n · t | i | mn · n | B1 |

| U33 | n · t | i | mn · n | B1 |

تنت‌آمون (انگلیسی: Tentamun؛ به‌معنای: زن آمون) یک ملکه مصر باستان بود. او احتمالاً دختر رامسس نهم سومین فرمانروای آخر دودمان بیستم مصر بوده است. مادرش ممکن است تنت‌آمون دیگری بوده باشد که مادر دختر دیگر رامسس، دوات‌حتحور-حنوت‌تاوی بوده است.
در «داستان ون‌آمون» از او به همراه یک اسمندس به عنوان یکی از ساکنان شهر تانیس یاد شده است. هر دو به عنوان «سازماندهندگان سرزمین» توصیف شده‌اند. از این رو حدس زده می‌شود که او همسر پادشاه اسمندس نخستین پادشاه دودمان بیست و یکم مصر بوده است.

## بیشتر بخوانید
- Aidan Dodson & Dyan Hilton: The Complete Royal Families of Ancient Egypt. Thames & Hudson, 2004, شابک ‎۰−۵۰۰−۰۵۱۲۸−۳, pp. 192,209